# Castèl
Castèl (en francès Castels) és un municipi francès situat al departament de la Dordonya i a la regió de la Nova Aquitània.

## Demografia
| 1962                                       | 1968 | 1975 | 1982 | 1990 | 1999 | 2007 |
| ------------------------------------------ | ---- | ---- | ---- | ---- | ---- | ---- |
| 491                                        | 449  | 416  | 385  | 402  | 447  | 541  |
| Des de 1962: població sense dobles comptes |      |      |      |      |      |      |

## Administració
| Període | Identitat      | Partit        |
| ------- | -------------- | ------------- |
| 1995-   | Henri Bouchard | Divers droite |